# Ilja Iwanowitsch Maschkow

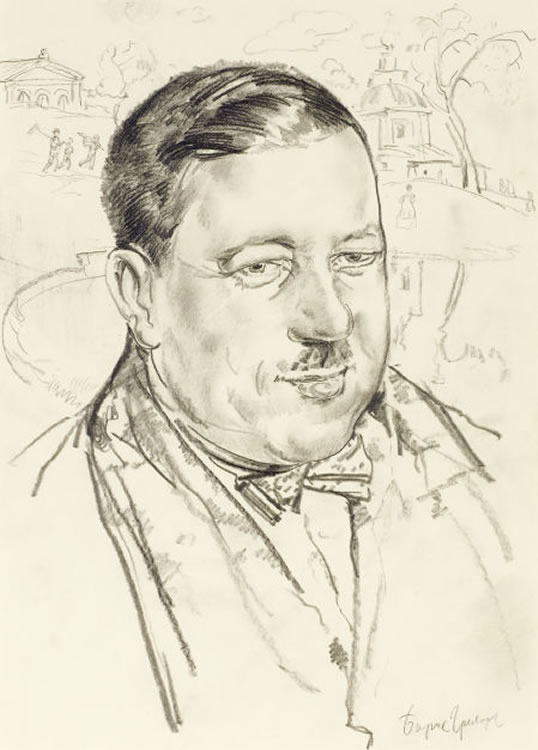
Ilja Maschkow porträtiert von Boris Grigoriew (ohne Jahr)

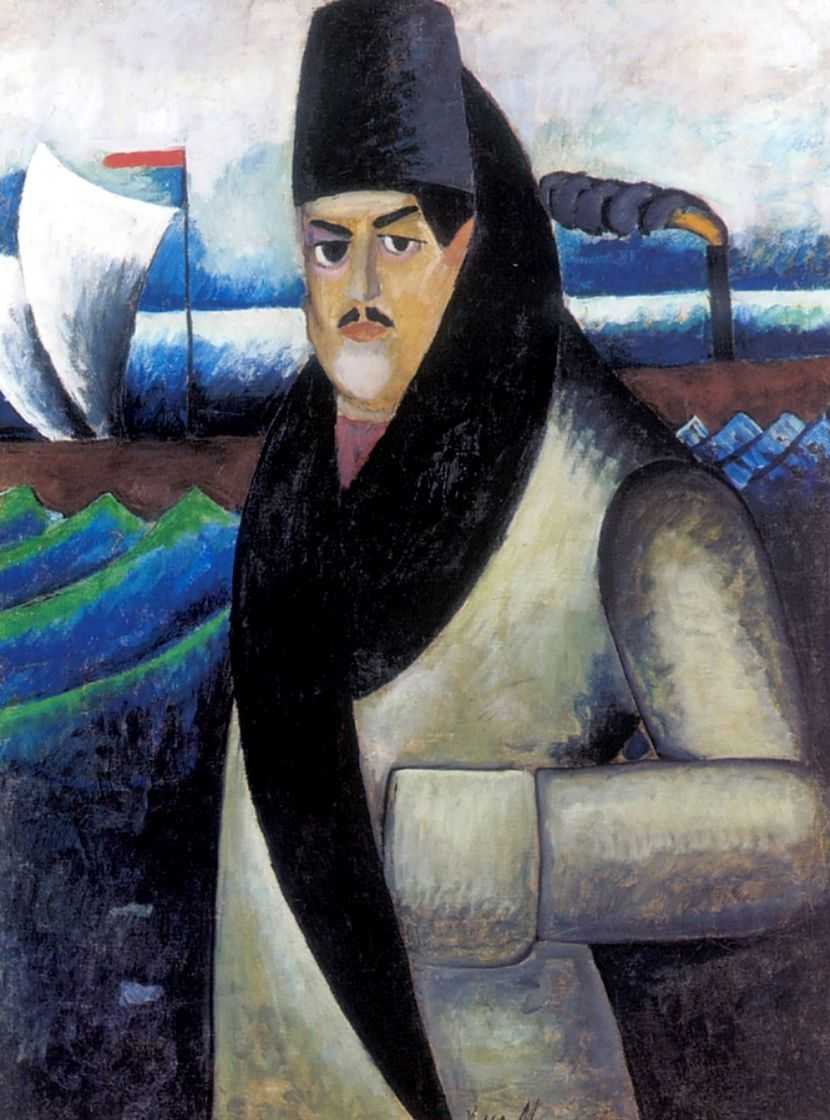
Selbstporträt (1911)

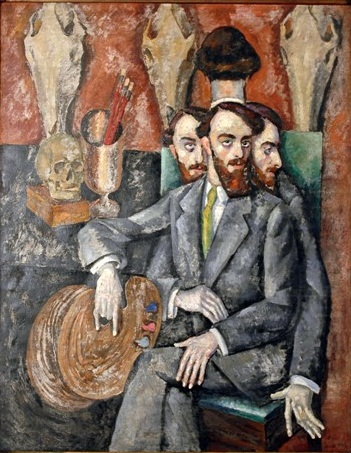
Adolf Milman (1916)

Ilja Iwanowitsch Maschkow (russisch Илья Иванович Машков; * 29. Juli 1881 in Michailowskaja am Don, Russisches Kaiserreich; † 20. März 1944 in Abramzewo bei Moskau) war ein russischer Maler.

## Leben
Ilja Iwanowitsch Maschkow wurde in eine bäuerliche Familie in einem Kosakendorf geboren und erhielt den ersten Malunterricht am Knabengymnasium in Borissoglebsk. Ab 1900 bis 1909 studierte mit Unterbrechungen an der Moskauer Hochschule für Malerei, Bildhauerei und Architektur bei Abram Archipow, Konstantin Korowin, Leonid Pasternak, Apollinari Wasnezow und Walentin Serow. Ab 1904 hatte er in Moskau ein eigenes Atelier, in dem er auch unterrichtete.
Er unternahm 1908 eine Reise nach Deutschland, Frankreich, Spanien und Italien und 1913/14 eine in die Türkei, Griechenland, Italien und die Schweiz.
1910 gehörte er zu den Gründern der Künstlergruppe Karo-Bube und stellte dort bis 1914 aus. Dawid Burljok, Mitgründer des Karo-Buben, zählte 1913 in seinem Beitrag zum Almanach Der Blaue Reiter Maschkow zu den „Wilden“ Rußlands. 1916 wurde er Mitglied der Gruppe Welt der Kunst, an deren Ausstellungen er seit 1911 teilnahm, und 1917 ihr Vorsitzender, er stellte dort bis 1929 aus.
1917 wurde er zum klassischen Künstler ernannt. In der Zeit der russischen Revolution war er 1918/19 an der Einrichtung der Abteilung Bildende Kunst beim Volkskommissariat für Bildungswesen (Narkompros) beteiligt. Danach war er in den Meisterschulen für Künstler Wchutemas und Wchutein als Lehrer tätig. Seit 1924 war er mit Unterbrechungen Mitglied der „Assoziation der Künstler des revolutionären Russlands“ und leitete von 1926 bis 1929 dort das Zentralstudio. 1922 nahm er an der Ersten Russischen Kunstausstellung in Berlin teil. 1925 wurde er „Moskauer Maler“. Ab 1932 war er Vorstandsmitglied des sowjetischen Künstlerverbandes. Er reiste in den Kaukasus und auf die Krim und kehrte wiederholt in seinen Geburtsort Mikhailovskaya zurück, wo er 1935 eine Einzelausstellung veranstaltete. Gezeigt auf internationalen Ausstellungen wurden seine Werke u. a. in London (1911), Venedig (1924, 1932), New York (1924), Toronto und Los Angeles (1925), Japan (1927), Skandinavien (1927–28), Köln (1929), Wien (1930), Paris (1937) und Prag (1938).
Maschkow wurde 1928 als Verdienter Künstler der RSFSR ausgezeichnet. Er starb 1944 in seiner Datscha in der Künstlerkolonie Abramzewo.